# Canticum canticorum Salomonis
Canticum canticorum Salomonis is een compositie van Krzysztof Penderecki. Penderecki schreef het werk in zijn periode als avant-gardecomponist. De tekst is ontleend aan het Hooglied (Canticum canticorum). Het werk valt op door de vele slaginstrumenten die in het werk gebruikt worden in vergelijking tot het kleine begeleidende orkest.
Orkestratie:
- zestienstemmig gemengd koor (sopranen, alten, tenoren, baritons)
- 2 dwarsfluiten (waaronder ook altfluit, 2 hobo’s, 1 althobo, 1 klarinet, 1 basklarinet, 1 fagot
- 1 hoorn, 1 trompet, 2 trombones, geen tuba
- 6 man/vrouw percussie, gitaar, harp, celesta, harmonium
- 9 violen, 4 altviolen, 3 celli en 1 contrabas

De première op 5 juni 1973 had een Nederlands tintje. Het NCRV Vocaal Ensemble uit Hilversum zong het met Les Percussions de Strasbourg en Orquestra da Fundaçao Gulbenkian onder leiding van Werner Andreas Albert in Lissabon. Het werk wordt door zijn achtergrond en avant-gardistische stijl relatief weinig uitgevoerd.